# 八家地蔵

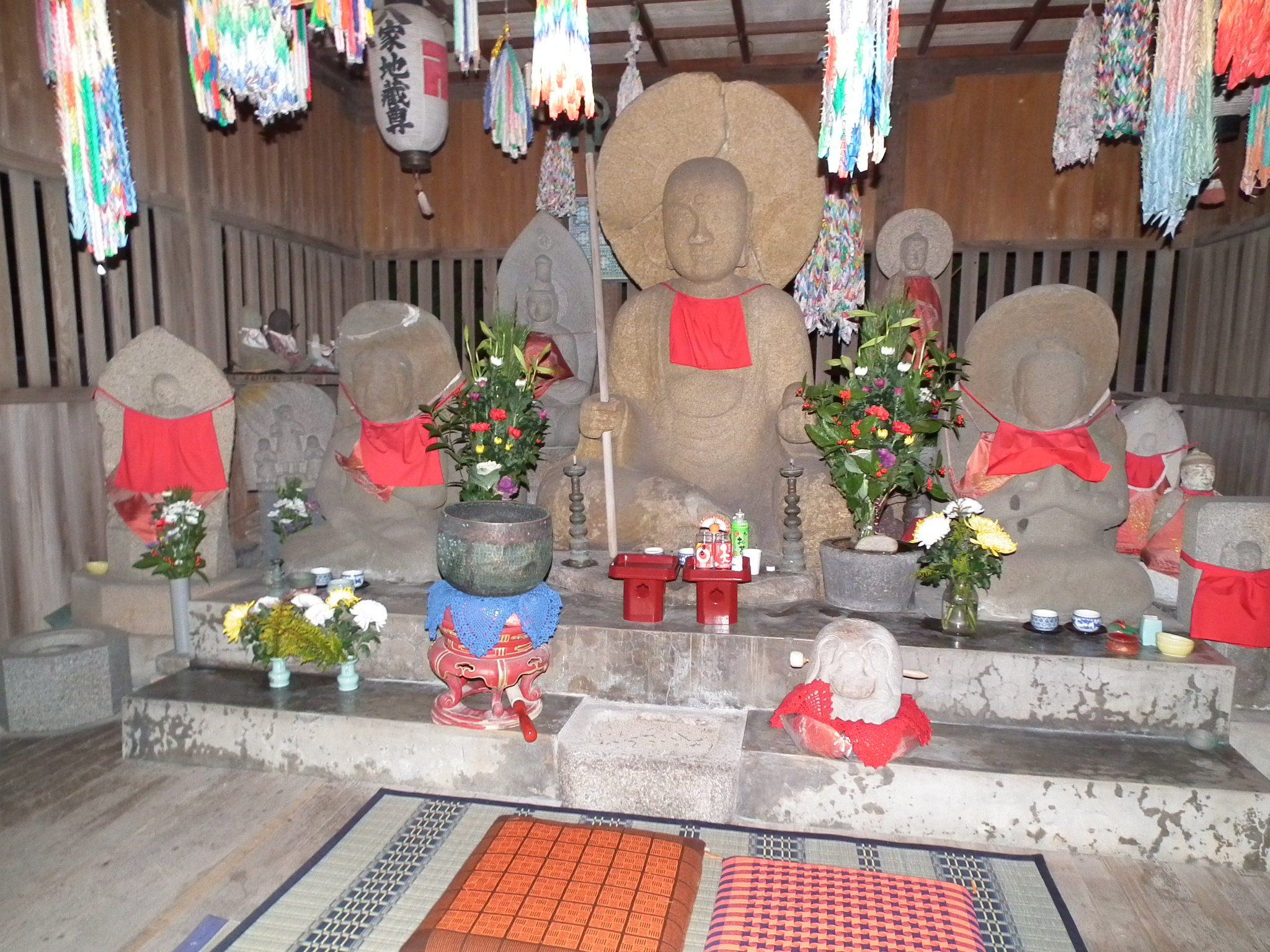
高さ約210cmの八家地蔵

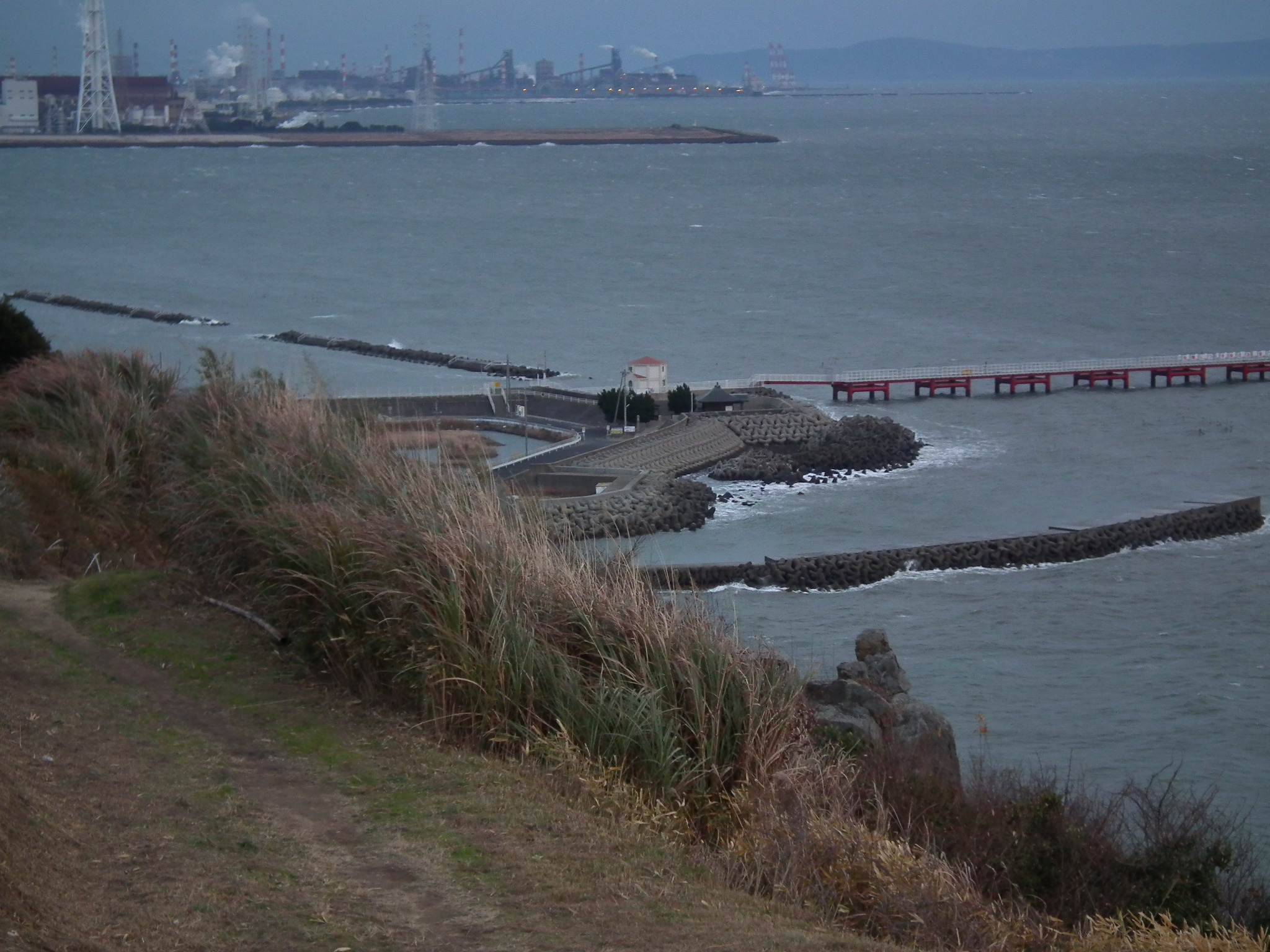
木場山より見る八家地蔵（兵庫県姫路市的形福泊498養泉寺）

八家地蔵（やかじぞう）は、兵庫県姫路市的形町福泊にある鎌倉時代建立の地蔵（地蔵菩薩半跏像）。

## 概要
姫路市的形町福泊の海岸沿いに位置し、近隣の養泉寺が所有及び管理する。景勝地である小赤壁東の海岸近くに位置する鎌倉時代に彫られた地蔵菩薩半跏像である。元来は航海安全の為の地蔵として祀られたが、いつからか子授け地蔵として信仰を集めるようになり、遠方からの参拝者も多い。地元では子供の地蔵様ということで「地蔵様のとこの石を持って帰り、子供ができたら二つにして返す」と言い伝わる。江戸時代に書かれた「播磨名所巡覧図絵」にも記載がある。現在はお堂に祀られるが、江戸時代までは野ざらしであった。石造の地蔵菩薩像としてはかなり大きい部類に入る。光背は編笠状となっており、本体とは一体であり、一つの石から彫出されたもの。蓮台は異なる石から造られ、左足踏み下げとなり、右手に錫杖、左手には宝珠を持つ。
鎌倉時代の作で、花崗岩製。高さは台座含めると210cm、像高約154cmと、石造の地蔵としては稀な大きさである。円形光背は編笠状で、着衣は比丘尼に見られる左肩を覆う僧祇支をまとい、その上に袈裟が掛けられ、本体と同じ石から彫り出されている。蓮台は異なる石から造られる。左足踏み下げで、右手に錫杖、左手には宝珠を持つ。やや面長のふくよかな顔面で、大きな白毫を持ち、目、鼻は造りが大きく温和な表情を見せ、堂々とした体躯で、全体に平安時代の作風を思わせる。姫路市の文化財に指定されている。

## 由来
伝承によると、奈良時代に漁師が漁に出た際に、海上に大亀が浮かび上がり、その背に地蔵菩薩が乗っていたため岸に連れ帰り安置し、遊行していた行基によって開眼した上、安置したという。当初は八家から福泊への道沿いにあったが、北条氏の御内人であった安東蓮聖が1302年（乾元元年）に福泊港を整備した際に、その繁栄を願ってこの地蔵を現在地に移したとされる。

## ギャラリー

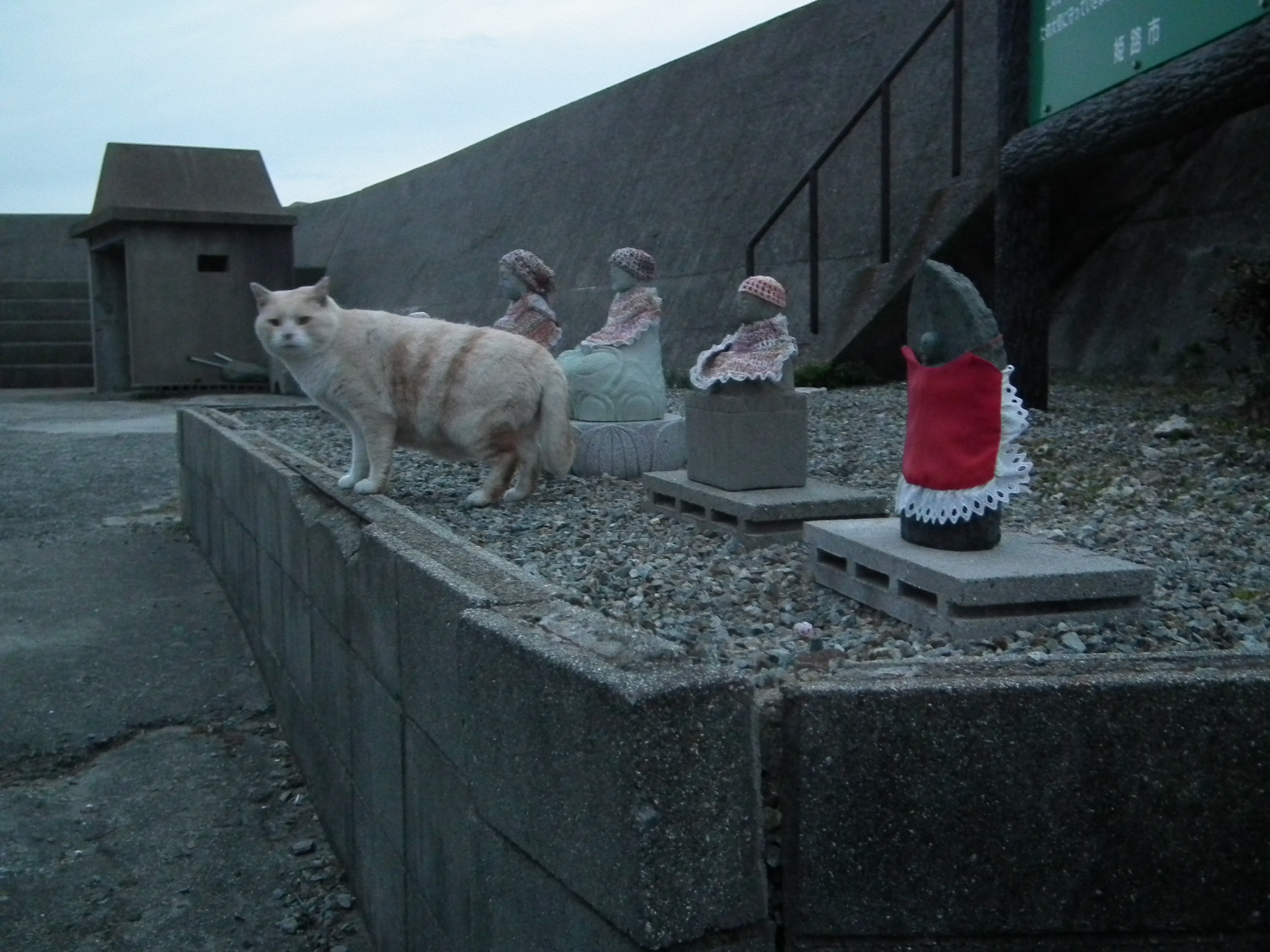
八家地蔵敷地入り口付近
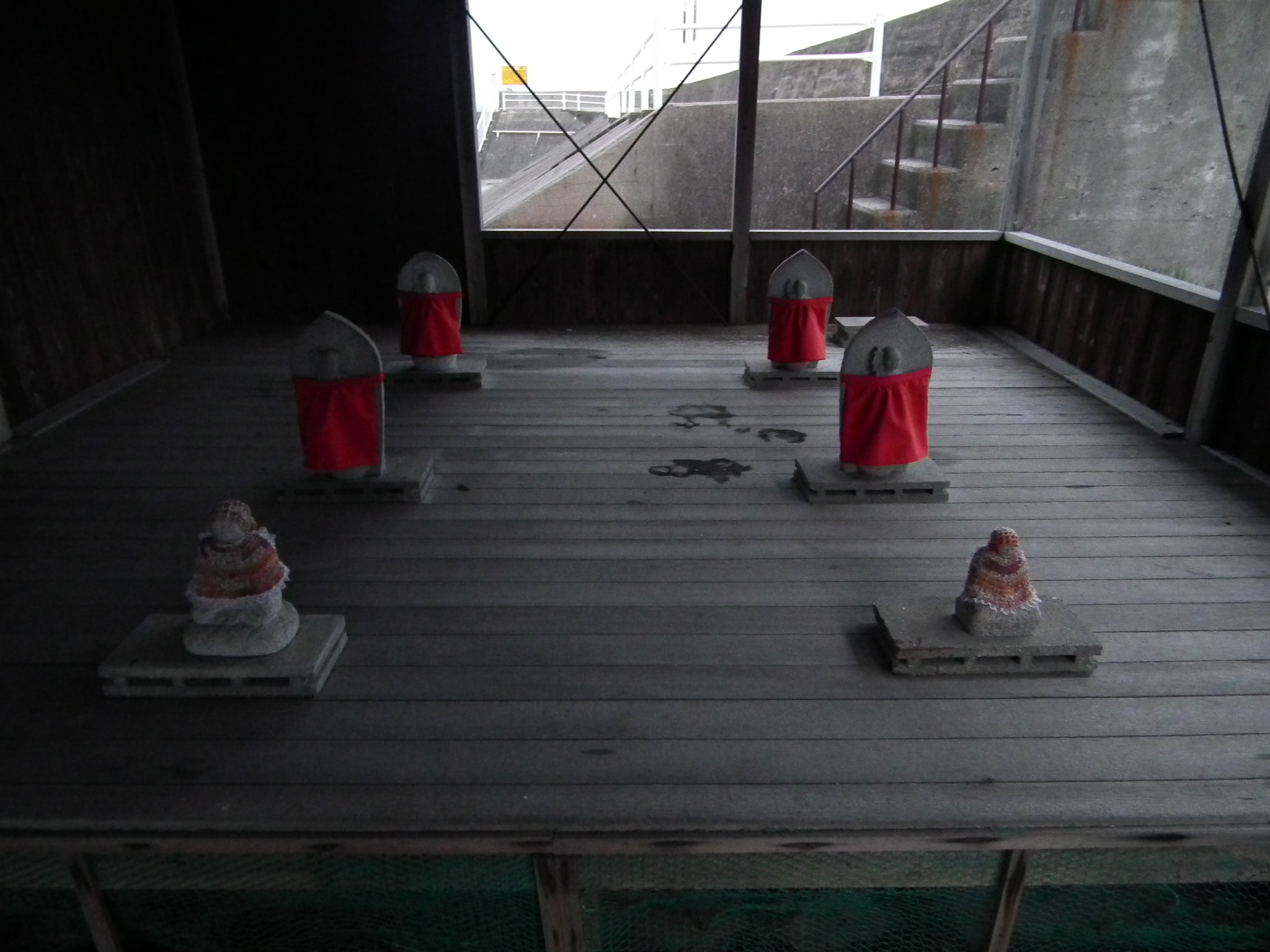
建屋内に並べられた石仏
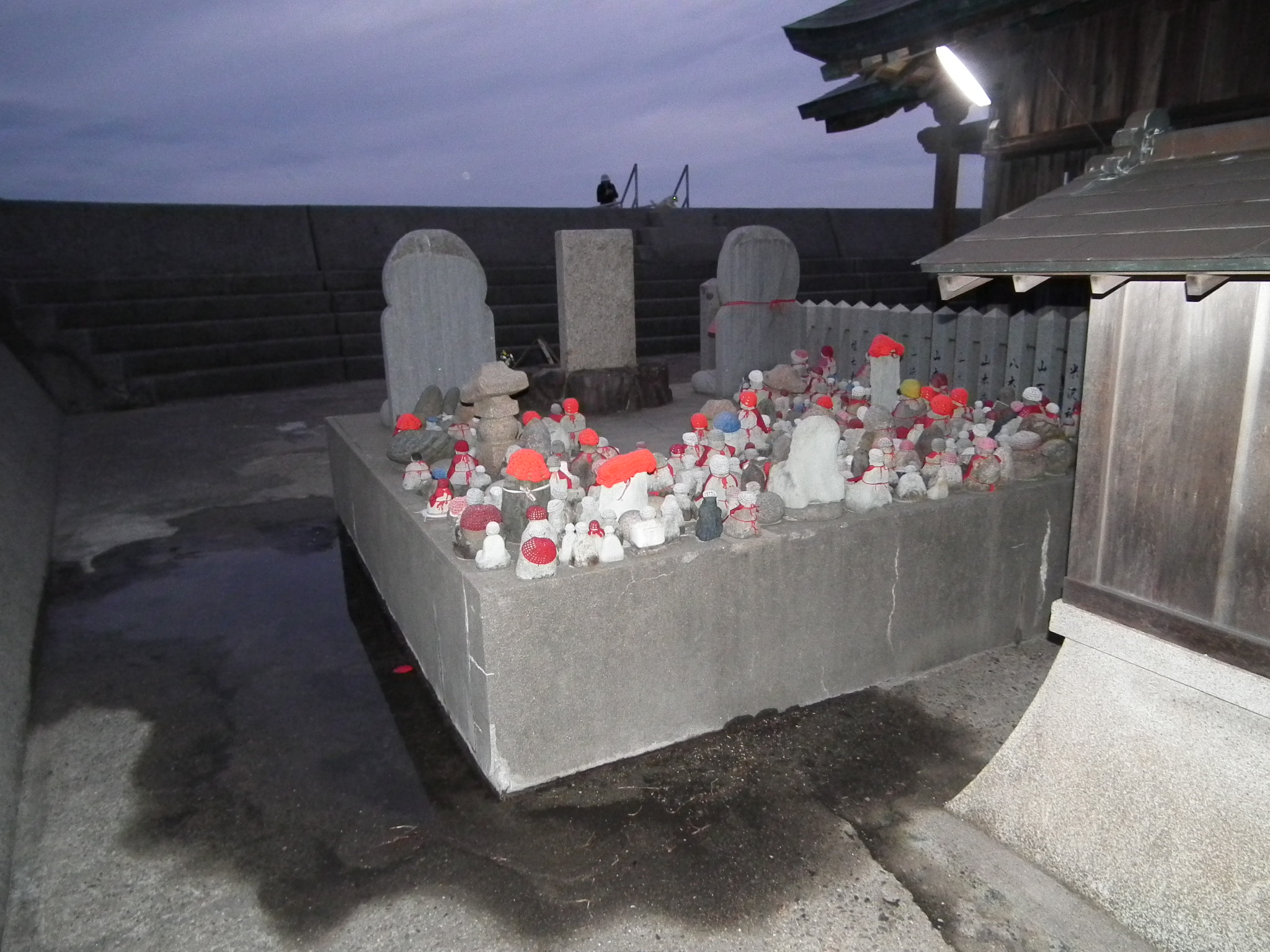
海に向かって並び立つ地蔵群
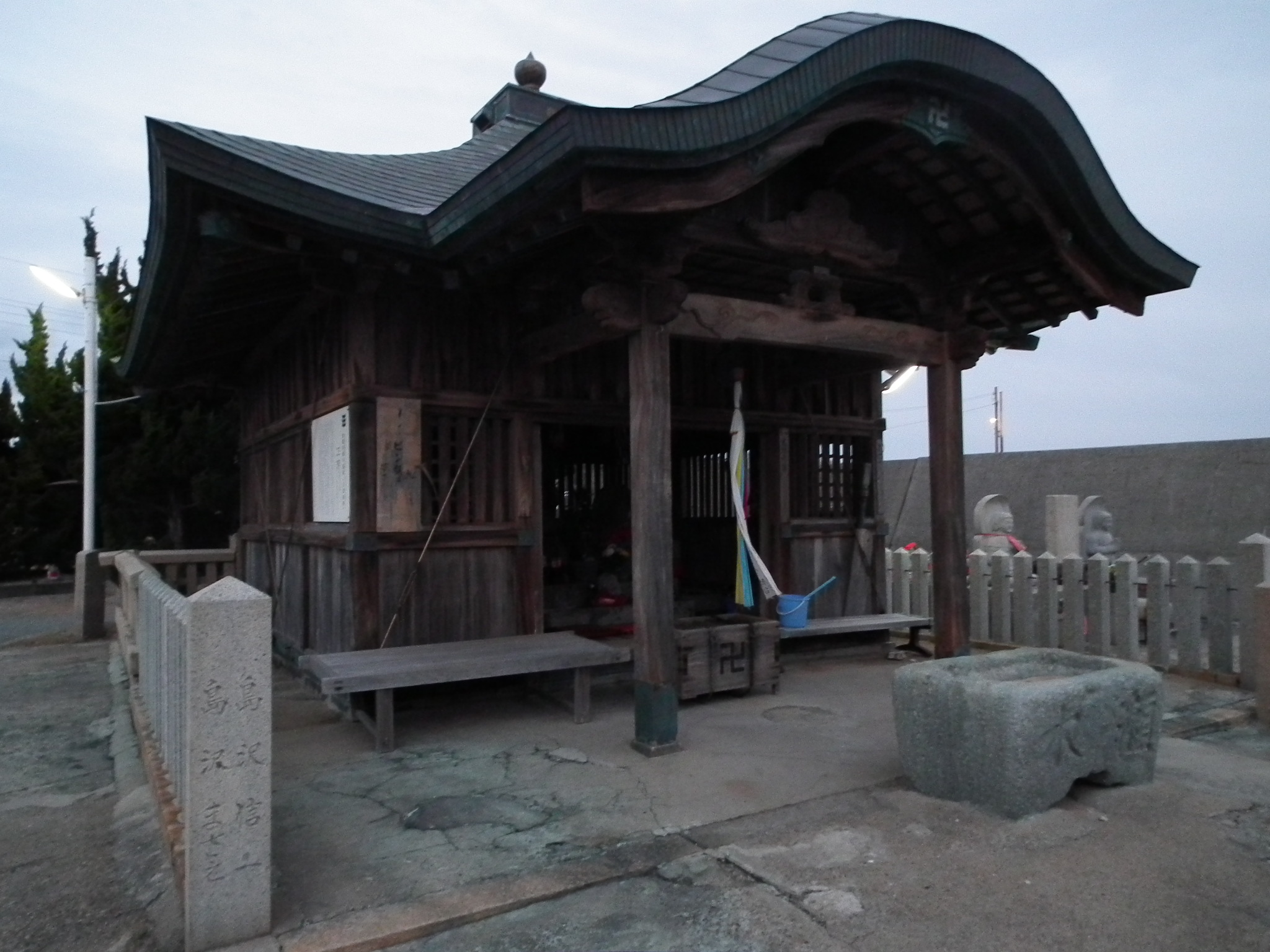
八家地蔵の安置されるお堂
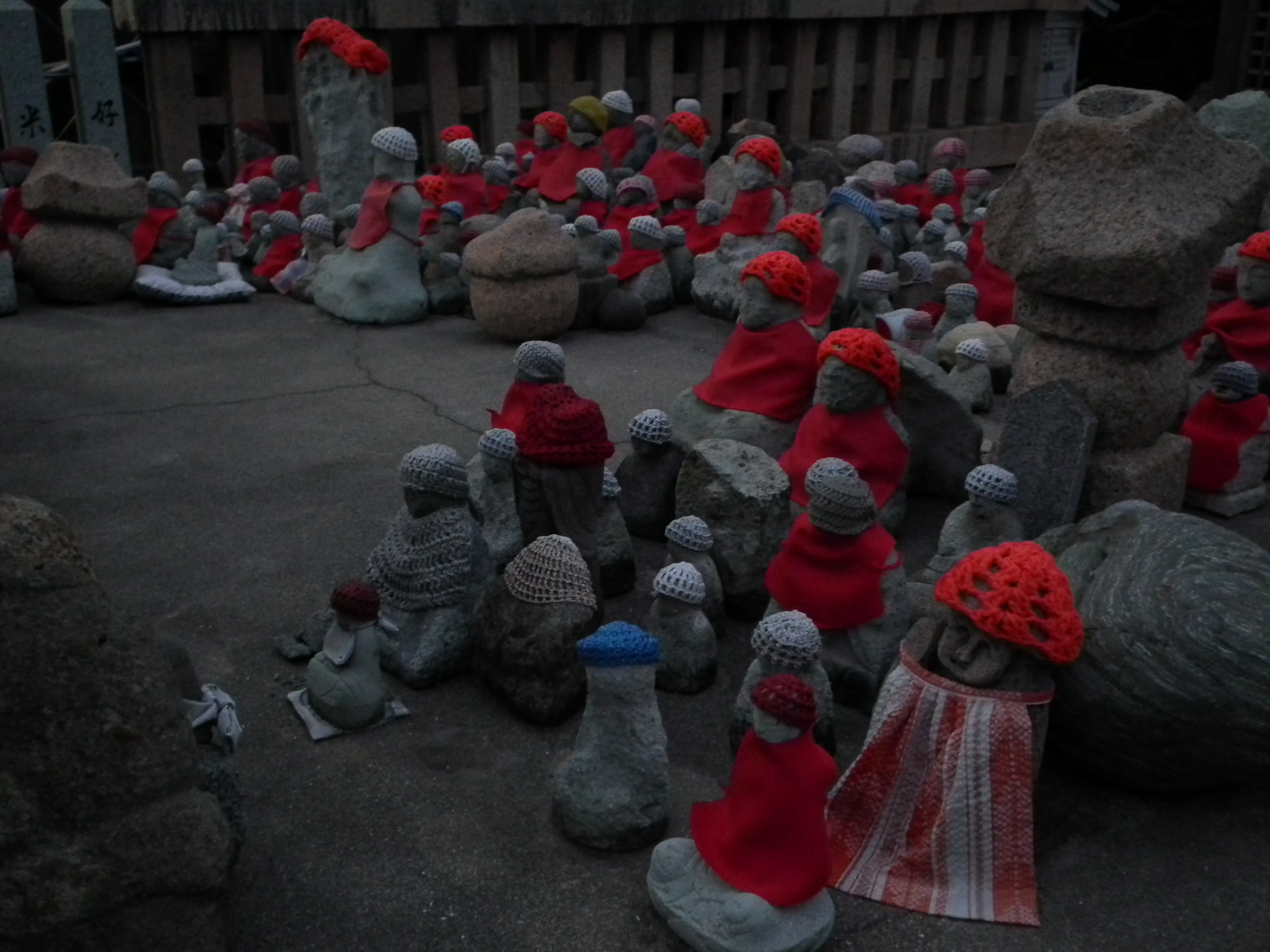
制作年も表情もおぼろな石仏群
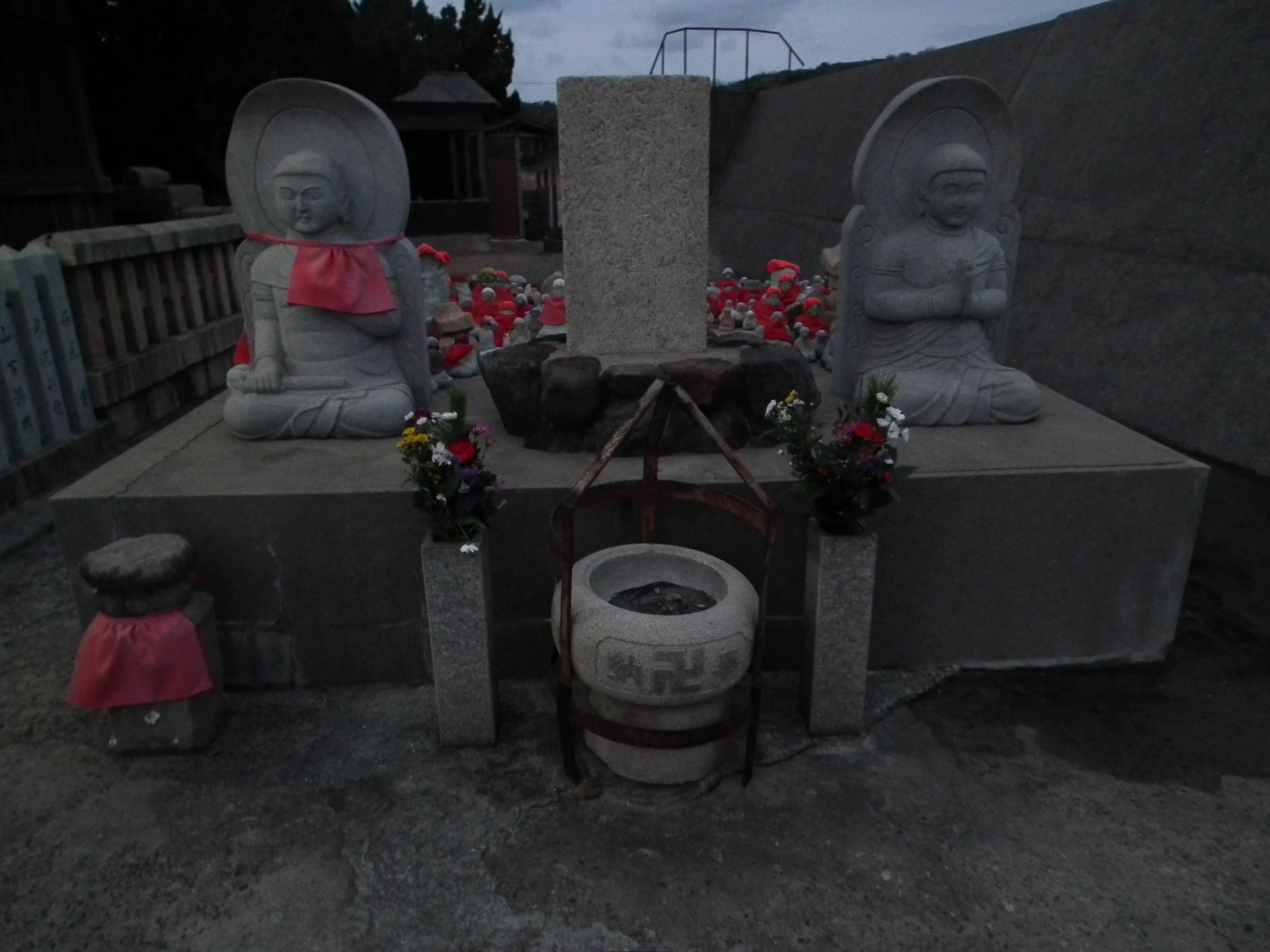
お堂右手の石仏群
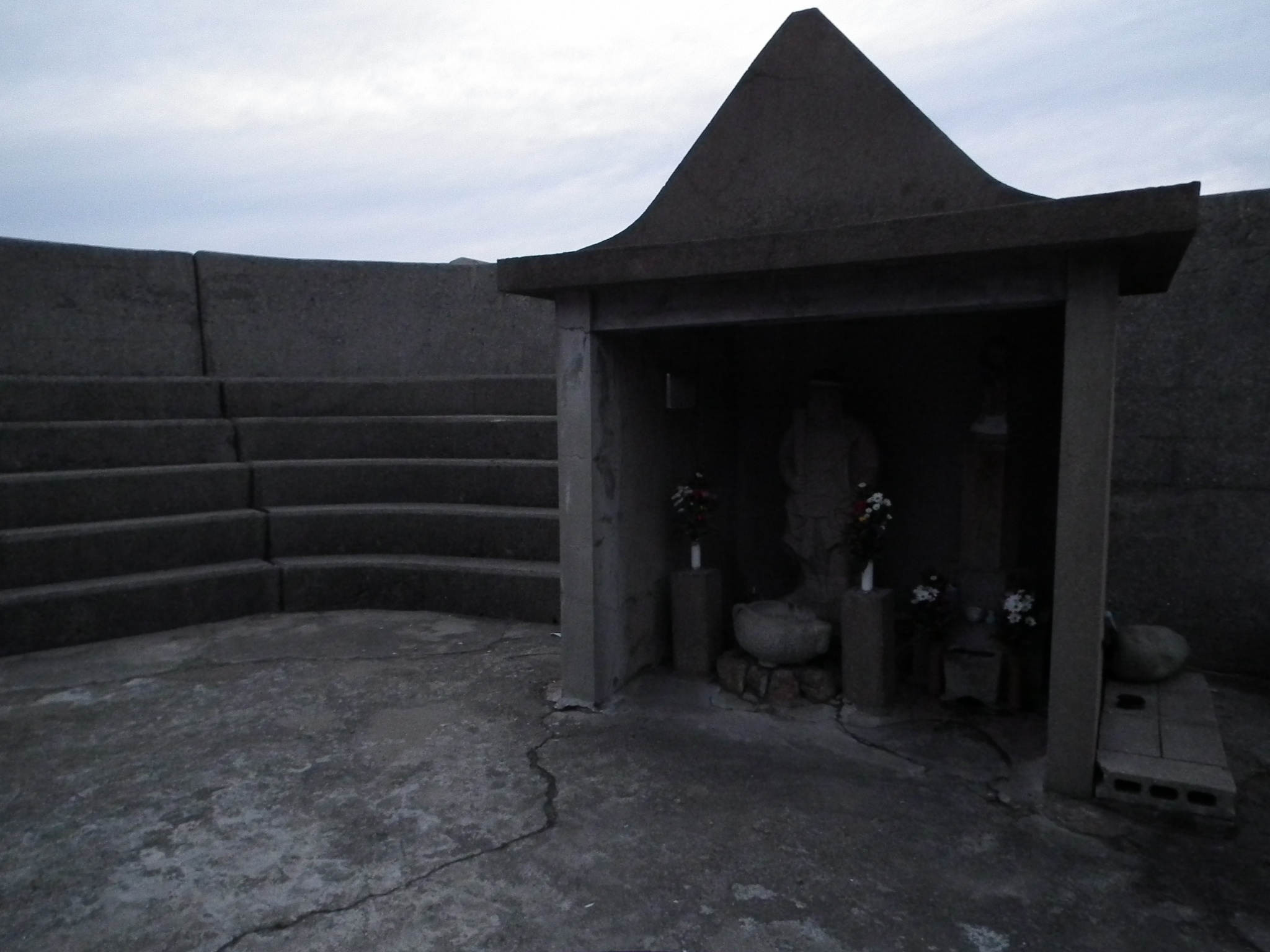
海辺には不動明王の石像も安置される

## 交通
- 姫路バイパス 姫路東ランプ・別所ランプから車で約20分[2]。
- 山陽電鉄 的形駅から徒歩25分[2]。